# 역곡천
역곡천(逆谷川)은 북측 강원도 평강군에서 발원하여 북측 철원군을 지나 남측 철원군으로 들어온 뒤 다시 북측 철원군으로 흘러 임진강에 합류되는 하천이다. 대한민국의 행정구역을 기준으로는 미수복 연천군에서 임진강에 합류하는 하천이다.